# Gordon Joseph Gray
Gordon Joseph Gray, škotski rimskokatoliški duhovnik, škof in kardinal, * 10. avgust 1910, Edinburgh, † 19. julij 1993.

## Življenjepis
15. junija 1935 je prejel duhovniško posvečenje.
20. junija 1951 je bil imenovan za nadškofa sv. Andreja in Edinburgha; 21. septembra 1951 je prejel škofovsko posvečenje.
28. aprila 1969 je bil povzdignjen v kardinala in imenovan za kardinal-duhovnika S. Chiara a Vigna Clara. 
Upokojil se je 30. maja 1985.